# Two Rooms: Celebrating the Songs of Elton John & Bernie Taupin
Two Rooms: Celebrating the Songs of Elton John & Bernie Taupin è un album tributo contenente cover di brani composti da Elton John e Bernie Taupin.

## Il disco
L'album vede la partecipazione di numerosi artisti, tra i quali gli Who, i Beach Boys, Eric Clapton, Sting, Kate Bush, Phil Collins, Joe Cocker e Tina Turner; l'intento generale è quello di omaggiare Elton e Bernie, eseguendo delle reinterpretazioni (in tutto 16) di classici composti dal duo. Al progetto partecipa lo stesso Elton, suonando il pianoforte nel brano Come Down in Time (cantato da Sting). Il nome del disco proviene da una canzone eltoniana contenuta nell'album del 1980 21 at 33 (Two Rooms at the End of the World), consacrata al bizzarro e inusuale stile compositivo di Elton e Bernie. Il disco ha ricevuto diversi responsi dalla critica: la canzone più lodata è stata la cover di Sacrifice eseguita da Sinéad O'Connor. La versione reggae di Rocket Man cantata da Kate Bush venne distribuita come singolo e raggiunse una numero 12 UK e una numero 2 in Australia; nel 2007, inoltre, essa vinse un award come Greatest Cover of All Time (Migliore Cover Di Tutti I Tempi) conferitogli dai lettori del periodico britannico The Observer. Vennero distribuite come singoli anche Don't Let the Sun Go Down on Me cantata da Oleta Adams e Your Song cantata da Rod Stewart.

## Tracce
1. Border Song - Eric Clapton 4:21
2. Rocket Man (I Think It's Going to Be a Long, Long Time) - Kate Bush 4:57
3. Come Down in Time - Sting 3:38
4. Saturday Night's Alright for Fighting - The Who 4:32
5. Crocodile Rock - The Beach Boys 4:21
6. Daniel - Wilson Phillips 4:03
7. Sorry Seems to Be the Hardest Word - Joe Cocker 3:57
8. Levon - Jon Bon Jovi 5:27
9. The Bitch Is Back - Tina Turner 3:38
10. Philadelphia Freedom - Hall & Oates 5:12
11. Your Song - Rod Stewart 4:49
12. Don't Let the Sun Go Down on Me - Oleta Adams 6:02
13. Madman Across the Water - Bruce Hornsby 6:10
14. Sacrifice - Sinéad O'Connor 5:12
15. Burn Down the Mission - Phil Collins 6:58
16. Tonight - George Michael 7:23

## La VHS
Two Rooms è anche il nome di un documentario trattante la collaborazione fra Elton e Bernie, distribuito in VHS e laserdisc nel 1991. Contiene numerose interviste agli artisti presenti nella compilation-tributo e si sofferma su alcuni brani della discografia eltoniana. Nel 2005 il documentario è stato distribuito in DVD; in questo formato, è presente un bonus del 1971 di 25 minuti, sempre dedicato ad Elton e Bernie ed estratto dal programma Aquarius.

### Tracce
Tutti i brani sono stati composti da Elton John e Bernie Taupin, salvo dove indicato diversamente.
1. We All Fall in Love Sometimes
2. Saturday Night's Alright for Fighting
3. A Dandelion Dies in the Wind
4. Come Back Baby (Reg Dwight)
5. Tartan Coloured Lady
6. Skyline Pigeon
7. Sixty Years On
8. Border Song
9. Burn Down the Mission
10. Tiny Dancer
11. Sacrifice
12. Daniel
13. Your Song
14. Come Down in Time
15. Take Me to the Pilot
16. Someone Saved My Life Tonight
17. The Bitch Is Back
18. Philadelphia Freedom
19. Sorry Seems to Be the Hardest Word
20. Tonight
21. Empty Garden
22. Bennie and the Jets
23. Candle In The Wind